# 須賀勝彌
須賀 勝彌（すが かつや、1941年9月28日 - ）は、岡山放送の元代表取締役社長。

## 経歴
- 上智大学大学院修士課程修了。
- 1968年、フジテレビジョンに入社。取締役事業局長、常務取締役を歴任。
- 2001年6月、フジテレビ系列で、当時経営危機に陥り、フジテレビとの関係が悪化していた岡山放送（OHK）の状況を改善すべく、社長に就任する。
- 岡山放送の社長時代
  - 社長に就任した翌2002年5月1日より、局の経営危機の打開策として、大々的な「OH!型テレビ宣言キャンペーン」を展開させ、そのキャラクターとして、「OH!くん」が登場。これが同局のサービス・エリアである岡山・香川両県にて爆発的に大ブレイクし、以後、OH!くんとのイメージCM、コラボCMや「OH!体操」等様々に展開し、同局の経営危機を打開させ、キー局のフジテレビとの関係を改善させたという経歴を持つ。また、そのイメージCMにも自ら出演したこともある（詳細は、「OH!くん」の項目を参照）。
  - 2004年の27時間テレビでは、当時のフジテレビの村上光一社長と揃っての出演が実現し、岡山放送とフジテレビの関係が修復され良好であることを印象づけた。又、当時テレビ愛媛の田嶋德之社長とともに社長枠で、「FNS全国一斉期末テスト」に参加した。
  - 2005年初めに、ライブドアによるニッポン放送の株買占め問題が発生した時、須賀自身、元フジテレビの社員・取締役であったせいか、岡山放送はフジテレビを支持することを公式に表明した。
- 岡山放送社長退任後は、同局の非常勤顧問をしている。

## 栄典
- 2014年11月 旭日小綬章受章[1]